# Kotaro Matsushima

a Compétitions nationales et continentales officielles uniquement.

b Matchs officiels uniquement.
Dernière mise à jour le 9 avril 2022.
Kōtarō Matsushima (松島 幸太朗, Matsushima Kōtarō), né le 26 février 1993 à Pretoria (Afrique du Sud), est un joueur de rugby à XV international japonais évoluant aux postes d'arrière, d'ailier ou de centre. Il évolue avec les Tokyo Sungoliath depuis 2022. Il mesure 1,76 m pour 86 kg.

## Carrière

### En club
Né à Pretoria d'un père zimbabwéen et d'une mère japonaise, Kōtarō Matsushima a été formé au Japon, avec l'équipe du lycée Toin Gakuen HS entre 2007 et 2011, remportant au passage le tournoi national lycéen en 2011.
Lors de la saison 2011-2012, il est mis à l'essai par le Stade toulousain, où il évolue avec l'équipe espoir. Il n'est cependant pas conservé à l'issue de la saison.
Il repart ensuite dans son pays de naissance où il rejoint l'académie des Natal Sharks en 2012. Il fait ses débuts professionnels en avril 2013 avec cette même province en Vodacom Cup.
En 2014, il retourne jouer au Japon et rejoint le club des Suntory Sungoliath situé à Fuchū et qui évolue en Top League.
En parallèle à sa carrière en club, il intègre en 2015 la franchise australienne des Waratahs qui évolue en Super Rugby. Il ne dispute pas le moindre match de Super Rugby et doit se contenter de jouer en Shute Shield avec Eastern Suburbs. Il quitte la franchise à la fin de la saison. 
Il rejoint en 2016 une autre franchise australienne de Super Rugby : les Melbourne Rebels.
En 2017 il remporte le championnat japonais et l'All Japan Championship avec son club des Suntory Sungoliath,. À la fin de cette saison, il est retenu dans l'équipe type de la compétition. Il fait également partie de l'équipe type la saison suivante  et est en plus élu meilleur joueur du championnat.
Toujours en 2017, il signe avec la franchise japonaise de Super Rugby : les Sunwolves.
En janvier 2020, Matsushima signe un contrat de deux saisons avec l'ASM Clermont Auvergne et rejoint le club pour la saison 2020-2021,.

### En équipe nationale
Kotaro Matsushima obtient sa première cape internationale avec l'équipe du Japon le 3 mai 2014 à l’occasion d’un match contre l'équipe des Philippines à Manille.
Il fait partie du groupe japonais choisi par Eddie Jones pour participer à la coupe du monde 2015 en Angleterre. Il dispute les quatre matchs de son équipe, contre l'Afrique du Sud, l'Écosse, les Samoa, et les États-Unis. Il participe donc notamment à la victoire historique du Japon contre l'équipe d'Afrique du Sud 34 à 32 lors du premier match de poule.
Il est sélectionné dans le groupe de 31 joueurs retenus pour disputer la coupe du monde 2019 au Japon. Le 20 septembre 2019, lors du premier match de la Coupe du monde, où le Japon rencontre la Russie, il marque trois essais, contribuant ainsi à la victoire de son équipe nationale par 30 à 10. Titulaire indiscutable à l'aile, il participe aux cinq matchs de son équipe, incluant les victoires historiques contre l'Écosse et l'Irlande, et le premier quart de finale de l'histoire du Japon contre l'Afrique du Sud.

## Le phénomène médiatique
Ses prestations dans l'équipe du Japon lors de la Coupe du monde de rugby à XV 2019 en ont fait une star au pays du soleil levant. Il figure parmi les sportifs les plus influents de son pays, et sa signature à l'ASM Clermont-Auvergne est un coup sportif autant que marketing gagnant pour le club et la ville. Il devient alors le premier joueur japonais à véritablement percer en Top 14, après les échecs de joueurs comme Daisuke Ohata ou Ayumu Goromaru,.

## Statistiques internationales
- 41 sélections
- 110 points (22 essais)
- Participations à la Coupe du monde 2015 (4 matchs) et à la Coupe du monde 2019 (5 matchs).

## Palmarès

### En club
- Champion de Top League en 2017 et 2018.
- Champion du All Japan Championship en 2017 et 2018.
- Finaliste du All Japan Championship en 2015.

### En équipe nationale
- Vainqueur du Championnat d'Asie en 2014.

### Distinctions personnelles
- Membre de l'équipe type du Championnat du Japon en 2017 et 2018.
- Meilleur joueur du Championnat du Japon en 2018.
- Meilleur marqueur d'essais de la Coupe d'Europe en 2021.